# Hansa-Brandenburg W.11
Der Hansa-Brandenburg W.11 war ein deutsches Marineflugzeug im Ersten Weltkrieg. Sie gehörte zur Gattung Einsitziges Schwimmerflugzeug mit starren MGs, kurz ED.

## Entwicklung
Die W.11 war der Versuch der Hansa- und Brandenburgischen Flugzeug-Werke und ihres Chefkonstrukteur Ernst Heinkel, die Leistungen des Vorgängers KDW durch die Verwendung eines stärkeren Motors zu erhöhen. Der Typ wurde in seinen Abmessungen geringfügig vergrößert, aber ansonsten gleich ausgelegt inklusive der die Tragflächen verbindenden „Strebenspinnen“. Der Prototyp wurde am 14. Oktober 1916 bestellt, mit der Marine-Nummer 990 am 16. Januar 1917 nach Warnemünde geliefert und am 8. Februar 1917 abgenommen. Zwei weitere folgten.
Eine Besonderheit an dem Flugzeugtyp sind die beiden Finnen am Unterflügel.
Die beiden Schwimmer waren 5,10 m lang bei einer Breite von 0,61 m und einem Gewicht von 53 kg. Das Volumen des Schwimmers betrug 1160 Liter. Die Leistungen gegenüber der KDW verbesserten sich nur unwesentlich, weshalb auf eine Serienfertigung verzichtet wurde.

## Bekannte Marinenummern zur Hansa-Brandenburg W 11
| 988 | 989 | 990 |
| --- | --- | --- |

## Technische Daten
| Kenngröße             | Daten                                                                                    |
| --------------------- | ---------------------------------------------------------------------------------------- |
| Besatzung             | 1                                                                                        |
| Länge                 | 8,10 m                                                                                   |
| Spannweite            | 10,10 m                                                                                  |
| Höhe                  | 3,32 m                                                                                   |
| Flügelfläche          | 31,13 m²                                                                                 |
| Querruder             | 2,00 m²                                                                                  |
| Höhenruder            | 1,20 m²                                                                                  |
| Seitenruder           | 0,64 m²                                                                                  |
| Leermasse             | 933 kg                                                                                   |
| Startmasse            | 1233 kg                                                                                  |
| Höchstgeschwindigkeit | 176 km/h in NN                                                                           |
| Steigzeit auf 1000 m  | 4 min                                                                                    |
| Steigzeit auf 2000 m  | 9 min                                                                                    |
| Steigzeit auf 3000 m  | 16:30 min                                                                                |
| Dienstgipfelhöhe      | ? m                                                                                      |
| Reichweite            | 350 km                                                                                   |
| Brennstofftank        | 175 l                                                                                    |
| Flugdauer             | 2 h                                                                                      |
| Propellerdurchmesser  | 2,70 m                                                                                   |
| Triebwerk             | ein wassergekühlter 6-Zylinder-Reihenmotor Benz Bz IVa, mit 220 PS (162 kW) Nennleistung |
| Bewaffnung            | 2 starre MG 08/15, 7,92 mm                                                               |